# Alfred Kantorowicz
Alfred Kantorowicz (Berlin, 1899. augusztus 12. – Hamburg, 1979. március 24.) német irodalomtörténész, jogász, kritikus, publicista. Álneve  Helmuth Campe volt.

## Életpályája
Zsidó kereskedőcsaládban született. 1933 előtt a Vossische Zeitung szerkesztője volt. 1933 és 1946 között emigrációban élt. 1941-től az Amerikai Egyesült Államokban Előbb Párizsban élt, majd részt vett a spanyol polgárháborúban a nemzetközi brigádok tagjaként. A polgárháború után Franciaországban Kantorowicz volt a vezetője a párizsi baloldali német emigrációnak.  A német bevonulás után az által szervezett "Német szabadságkönyvtár" (Deutsche Freiheitsbibliothek) megsemmisült; ő maga  koncentrációs táborba került, majd 1941-ben az Amerikai Egyesült Államokba menekült, ahol a Columbia Rádió munkatársa volt. Hazatérése után 1947 januárjától 1949 decemberéig ő volt a berlini Ost und West című folyóirat szerkesztője. 1950 és 1957  között a Humboldt Egyetemen a német irodalomtörténet tanára, a germanisztikai intézet igazgatója lett. Ezután az NDK Heinrich Mann Archivumának vezetőjeként dolgozott. 1931-től 1957-ig a Német Kommunista Párt, majd az NSZEP tagja volt. 1957-től az NSZK-ban élt.

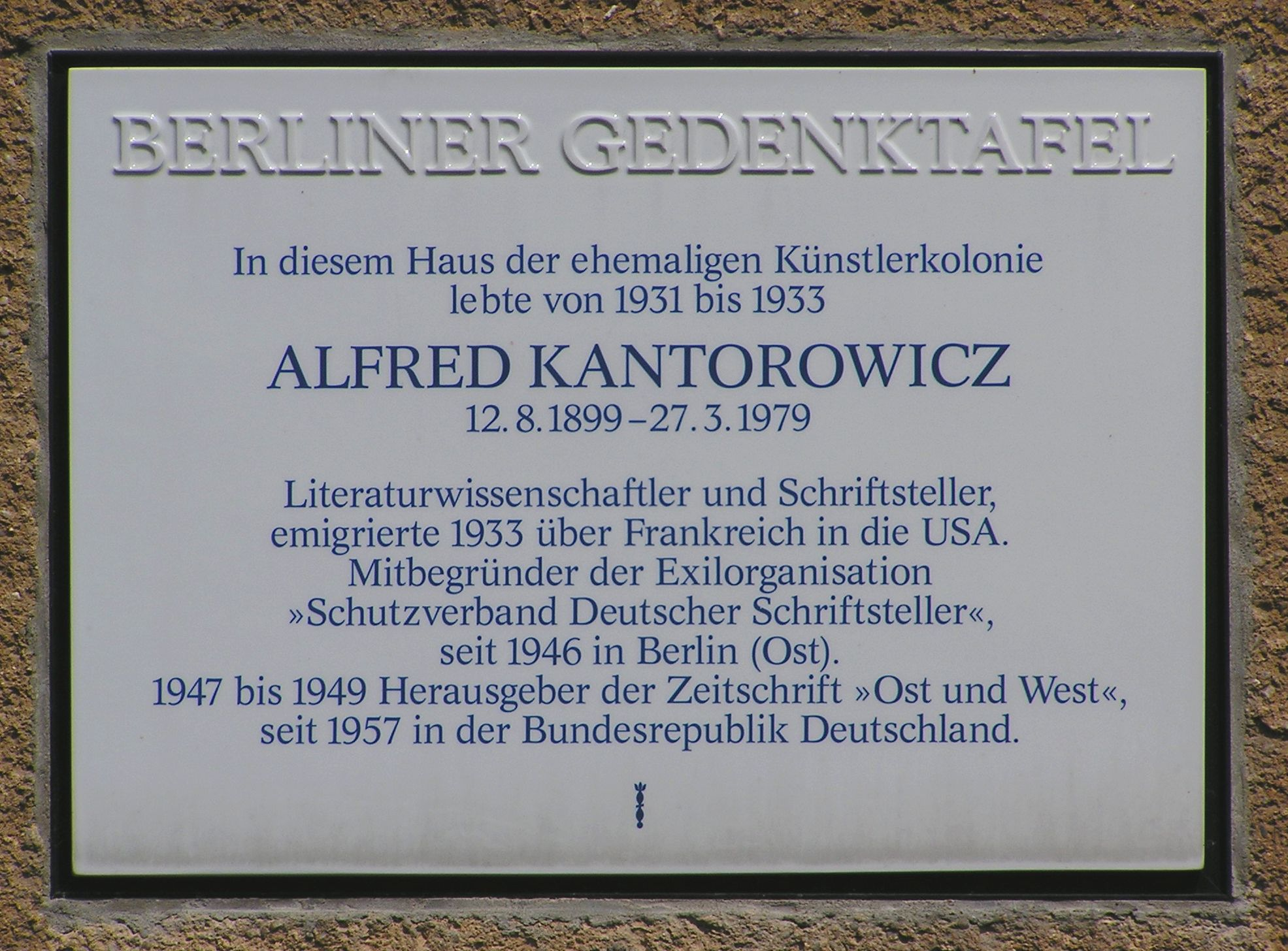
Alfred Kantorowicz emléktáblája Berlin-Wilmersdorfban

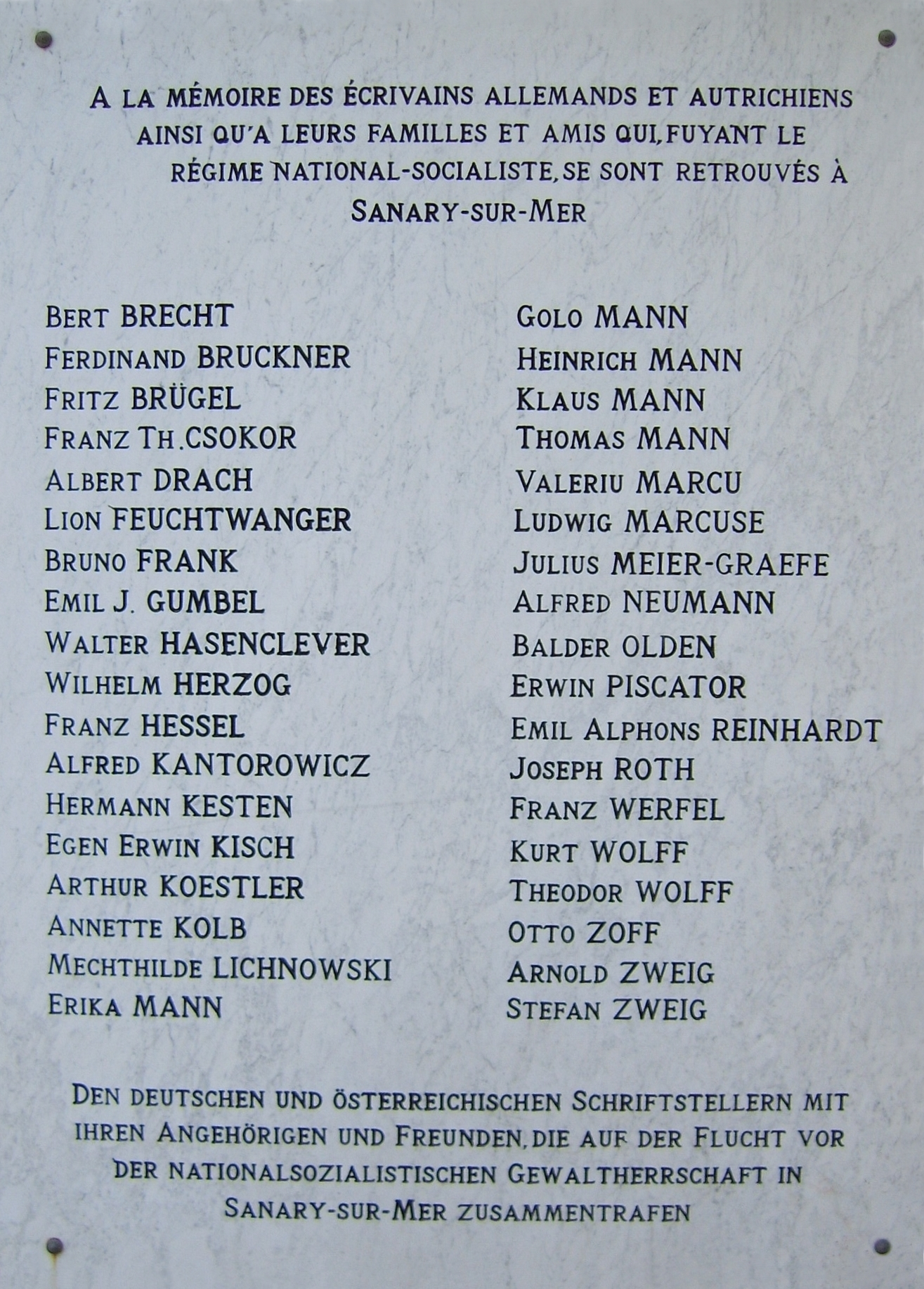
Német és osztrák menekültek emléktáblája Sanary-sur-Merben, Alfred Kantorowicz nevének feltüntetésével

## Művei
- Richard Drews: Verboten und verbrannt: Deutsche CitLib 12 Jahre unterdrückt. Berlin/München: Ullstein / Kindler. 1947.   143. o.
- Politik und Literatur im Exil: Deutschsprachige Schriftsteller im Kampf gegen dem Nationalsozialismus. Hamburg: Christians. 1978.  ISBN 3-7672-0546-7
- Ursula Büttner, Angelika Voß (Hrsg.): Nachtbücher. Aufzeichnungen im französischen Exil. 1935 bis 1939. Christians Verlag, Hamburg 1995, ISBN 3-7672-1247-1.
- Spanisches Kriegstagebuch: Mit einem neuen Vorwort des Verfassers und einem Anhang bisher  unveröffentlichter Dokumente und Briefe. Frankfurt am Main: S. Fischer Verlag. 1986.  ISBN 3-596-25175-3
- "Tschapaiew", das Bataillon der 21 [einundzwanzig] Nationen, Madrid, Imprenta Colectiva Torrent, 1938
- als Herausgeber mit: Barbara Baern: Ost und West: Beiträge zu kulturellen und politischen Fragen der Zeit. Bodenheim: Athenaeum. 1985.  ISBN 3-7610-9400-0
- Deutsches Tagebuch: Teil 1 und 2. München: Kindler Verlag. 1959–1961.